# Бург-им-Лайменталь
Бург-им-Лайменталь (нем. Burg im Leimental) — коммуна в Швейцарии, в кантоне Базель-Ланд.
Входит в состав округа Лауфен. Население составляет 229 человек (на 31 марта 2008 года). Официальный код — 2783.

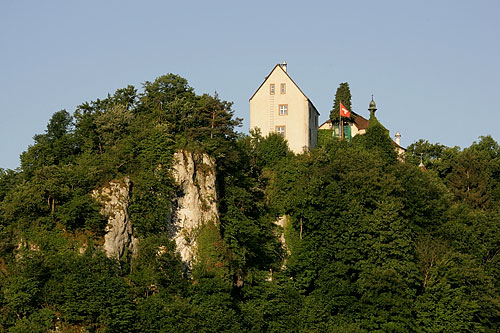
Бург-им-Лайменталь